# Bárbara Arenhart
Bárbara Elisabeth Arenhart (Novo Hamburgo, 1986. október 4. –) világbajnok brazil válogatott kézilabdázó, kapus, jelenleg a magyar élvonalbeli Mosonmagyaróvári KC SE játékosa.

## Pályafutása

### Klubcsapatokban
Bárbara Arenhart hazájában, a Santa/Feevale csapatában kezdte pályafutását. 2007-ben szerződött Európába, a spanyol BM Sagunto csapatához. 2008-ban kupagyőzelmet ünnepelhetett a csapattal. 2010 nyarán a norvég Byåsen HE játékosa lett.  Mindössze egy szezont követően az osztrák Hypo Niederösterreichhez igazolt. Háromszor nyert bajnoki címet és kupát a Hypóval, 2013-ban pedig a Kupagyőztesek Európa-kupájában is győztek. 2013 februárjában vált hivatalossá, hogy Arenhart elhagyja a klubot és honfitársával, Alexandra do Nascimentóval együtt a román  HCM Baia Mare együttesében folytatja pályafutását. Egy szezont követően a dán Nykøbing Falster HK játékosa lett, majd 2016 nyarán a magyar élvonalban szereplő GVM Europe-Vác igazolta le. Négy szezont követően távozott a magyar csapattól és 2020 nyarától a montenegrói Budućnost Podgorica csapatában folytatta a pályafutását. A 2021-2022-es idénytől a szlovén Krimben kézilabdázott négy idényen át. A Krimmel 2022-ben, 2023-ban és 2024-ben szlovén bajnokságot, 2022-ben és 2023-ban pedig Szlovén Kupát nyert. A 2025–2026-os idénytől visszatért a magyar NB I-be, és a Mosonmagyaróvár csapatában folytatja pályafutását.

### A válogatottban
Arenhart a brazil válogatott tagjaként 2011-ben Pánamerikai játékokat nyert, csakúgy mint 2015-ben. 2011-ben, 2013-ban és 2017-ben a pánamerikai kézilabda-bajnokságot nyerte meg a válogatott tagjaként. Három világbajnokságon vett részt a nemzeti csapattal, 2013-ban aranyérmes lett a Szerbiában rendezett tornán és beválasztották az All-Star csapatba is. Részt vett a hazai rendezésű 2016-os riói olimpián.

## Sikerei, díjai
- Osztrák bajnokság:
  - Győztes: 2012, 2013, 2014
- Osztrák Kupa:
  - Győztes: 2012, 2013, 2014
- Norvég bajnokság:
  - Ezüstérmes: 2011
- Román bajnokság:
  - Ezüstérmes: 2015
- Román Kupa:
  - Győztes: 2015
- Román Szuperkupa:
  - Győztes: 2014
- Spanyol Kupa:
  - Győztes: 2008
- Kupagyőztesek Európa-kupája:
  - Győztes: 2013
- Baia Mare Champions Trophy:
  - Győztes: 2014
- Világbajnokság:
  - Győztes: 2013
- Pánamerikai játékok:
  - Győztes: 2011, 2015
  - Döntős: 2009
- Dél-amerikai kézilabda-bajnokság:
  - Győztes: 2013